# Hebble Hole Bridge

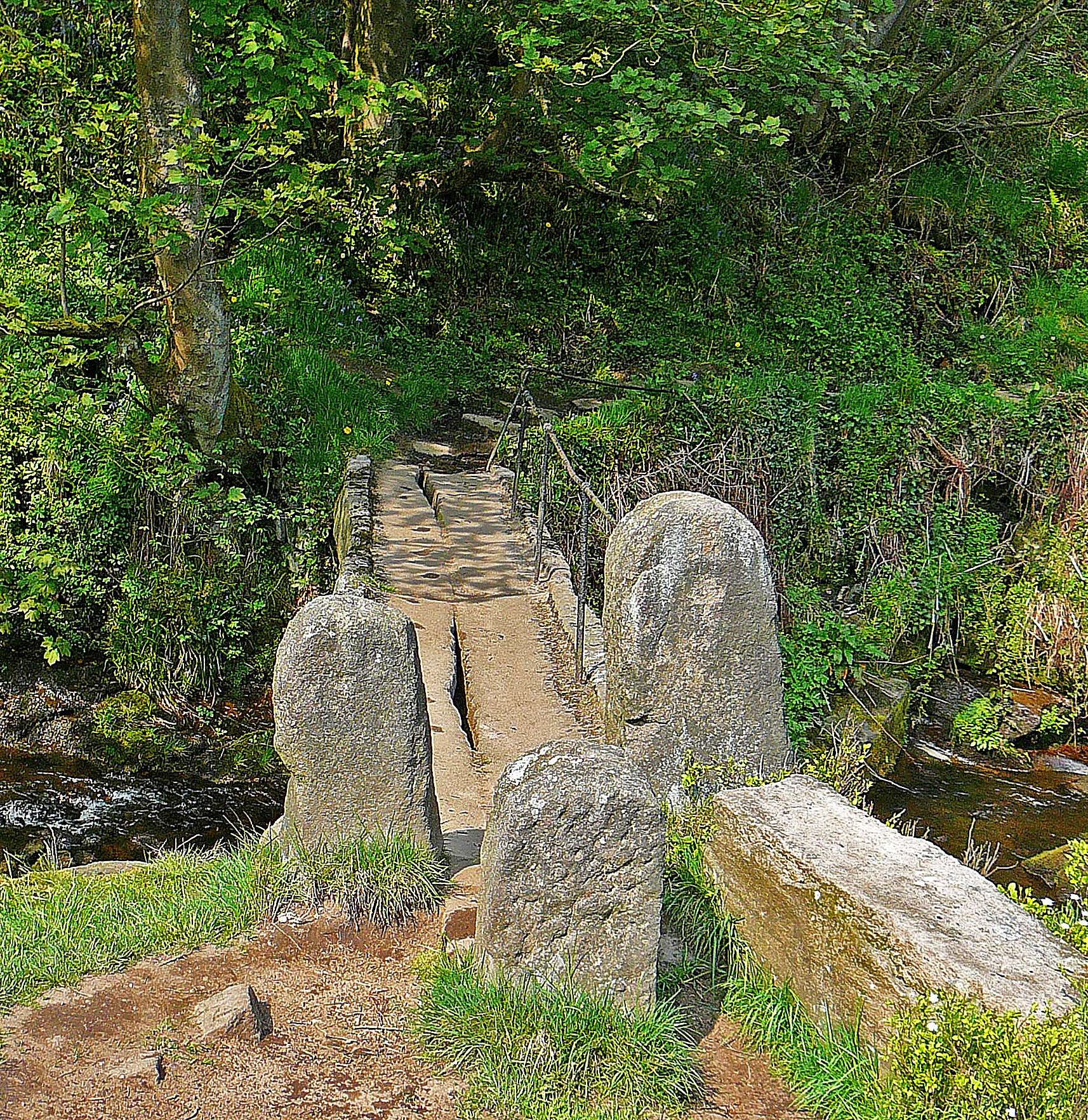
2008

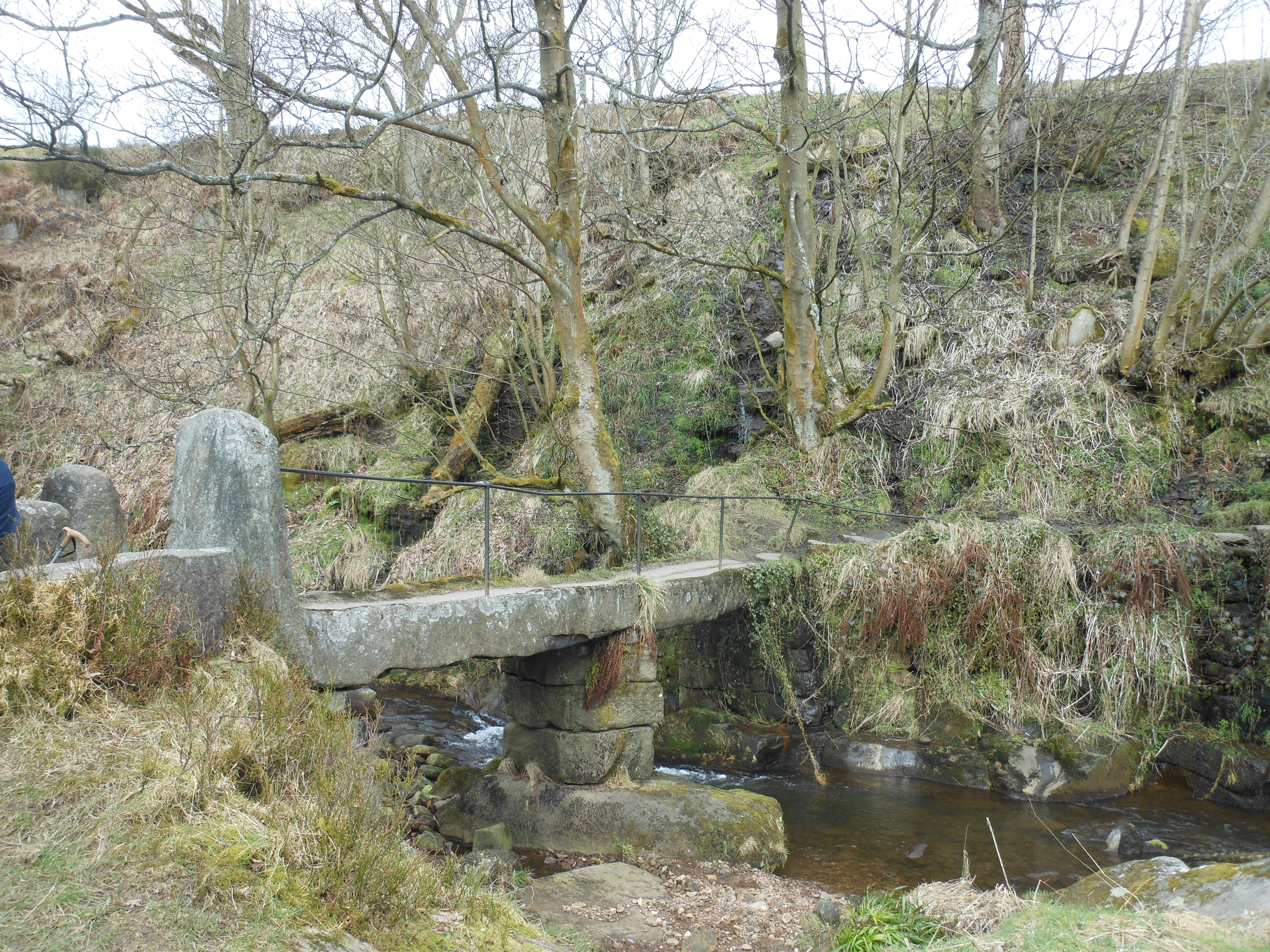
2015

Die Hebble Hole Bridge liegt nahe Hebden Bridge, West Yorkshire. Die Steinplattenbrücke führt den Pennine Way über das Colden Water.